# Microsoft XENIX
Microsoft XENIX era un sistema operativo tipo UNIX desarrollado por Microsoft. Microsoft lo llamó así debido a que no tenía licencia para utilizar el nombre "UNIX". Es un sistema obsoleto. Ocupaba poco espacio de disco y era rápido.

## Historia

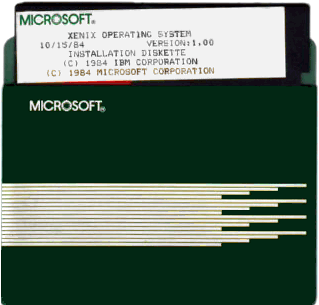
IBM/Microsoft Xenix 1.00 en disquete de 5/<> pulgadas

En 1979, Microsoft compró una licencia del UNIX System V de AT&T y anunció el 25 de agosto de 1980 su intención de adaptarlo a microprocesadores de 16 bits. 
La empresa Santa Cruz Operation (SCO), quien había participado en el desarrollo de XENIX, más tarde, adquirió los derechos exclusivos sobre el software, lo comercializó con éxito, para finalmente convertirlo en SCO UNIX (ahora conocido como SCO OpenServer).
XENIX no se vendía directamente al usuario final, sino que Microsoft vendía licencias a los fabricantes de ordenadores que deseaban utilizarlo en sus equipos. 
La primera adaptación de XENIX se hizo para un microprocesador Zilog Z8003.

## Licencias vendidas
Varias empresas compraron una licencia de XENIX. Entre ellas se encuentran:
- Altos, que compró una licencia a comienzos de 1982.
- Tandy Corporation, que compró una licencia en enero de 1983, para vender XENIX con sus ordenadores basados en el procesador Motorola 68000.
- Santa Cruz Operation (SCO), que compró una licencia en septiembre de 1983 para vender XENIX a usuarios de ordenadores con procesador Intel 8086. SCO se convirtió en la mayor distribuidora de XENIX.

## Microsoft cede XENIX a SCO
Microsoft abandonó XENIX cuando firmó un acuerdo para desarrollar junto con IBM el sistema operativo MS-DOS. Microsoft acordó con SCO venderle sus derechos sobre XENIX a cambio de un 25% de SCO.
SCO distribuyó una adaptación de XENIX para los procesadores Intel 80286 en 1985. Esta versión iría seguida más tarde por una adaptación para los procesadores Intel 80386, la cual se conocía como XENIX System V i386 .-
- Datos: Q589680
- Multimedia: Xenix / Q589680